# البولسون (ریو نگرو)
البولسون (به اسپانیایی: El Bolsón) یک منطقهٔ مسکونی در آرژانتین است که در Bariloche واقع شده است. البولسون ۱۹٬۰۰۹ نفر جمعیت دارد و ۴۲۲ متر بالاتر از سطح دریا واقع شده است.

## نگارخانه

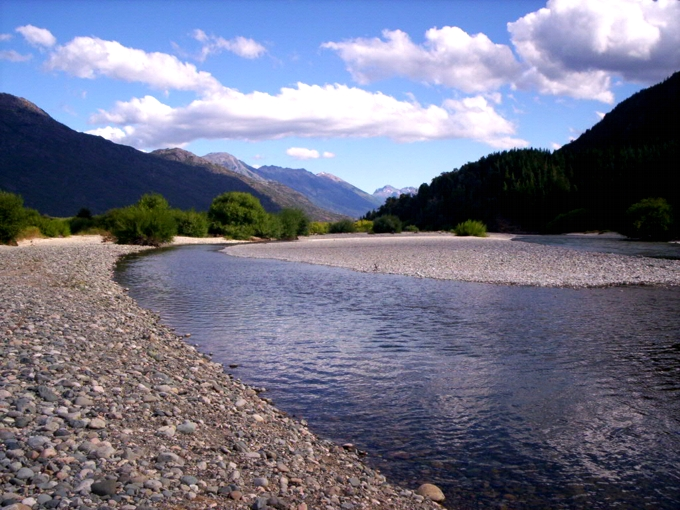
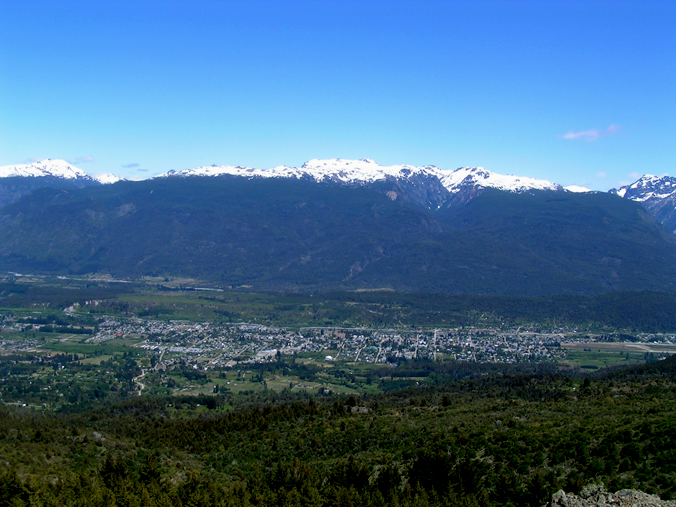